# Tommaso Landolfi
Tommaso Landolfi (Pico, Frosinone, 9 de agosto de 1908 - Roma, 1979) fue un escritor y traductor italiano. Además de por su singular obra narrativa, destacó especialmente por sus traducciones del ruso. Aunque escasamente conocido por el gran público, tal vez a causa de su lenguaje preciosista y barroco, así como por mantenerse distanciado de las principales tendencias literarias italianas de las postguerra, es considerado uno de los grandes escritores italianos del siglo XX.

## Biografía
Nació en Pico Farnese (hoy en la provincia de Frosinone, pero entonces en la de Caserta), de familia noble. Pasó su infancia y adolescencia, marcadas por la temprana muerte de su madre, cuando el futuro autor tenía solo dos años, entre Pico, Roma y la Toscana. Realizó sus estudios universitarios primero en Roma y luego en Florencia. En 1932 se licenció en lengua y literatura rusa, con una tesis sobre la poetisa Anna Ajmátova. Colaboró con revistas de Florencia, como Letteratura y Campo di Marte, y más tarde empezó también a publicar en revistas de Roma (Occidente, L'Europa Orientale, L'Italia letteraria, Oggi). En 1937 publicó el volumen de relatos "Dialogo dei massimi sistemi", al que siguieron Il mar delle blatte e altre storie y la novela La piedra lunar, los dos de 1939. 
Fue encarcelado en Murate (Florencia), durante un mes, a causa de su oposición al régimen fascista. Tras el final de la guerra reanudó su actividad literaria, con obras como Relato de otoño (Racconto d'autunno, 1947); Se non la realtà (1960); Le labrene (1974), A caso(1975). Al mismo tiempo desarrolló una intensa actividad traduciendo a autores rusos y alemanes (Gogol, Pushkin, Novalis, Hofmannsthal) y colaboró con publicaciones como Il Mondo, dirigida por Mario Pannunzio, y el diario Corriere della Sera, en las décadas siguientes.
A excepción de breves estancias en el extranjero, su vida transcurrió entre Roma, las casas de juego (San Remo y Venecia) y la residencia familiar en Pico. Cultivó cuidadosamente su identidad de dandy romántico, al igual que Byron o Baudelaire).
A pesar de haberse mantenido por decisión propia alejado de los círculos intelectuales y mundanos, su trabajo fue muy apreciado por autores como Eugenio Montale e Italo Calvino, quien editó una antología de su obra en 1982. Su obsesión por el juego, así como otros temas autobiográficos, está en el centro de sus obras diarísticas La biere du pecheur (1953), Rien va (1963) y Des mois (1967). En 1975 ganó el Premio Strega con A caso.

## Obra
La obra narrativa de Landolfi destaca por su interés por la problemática existencial, a la que no es ajena la influencia de autores como Gógol, Dostoiévski y Kafka.
Sus obras están siendo publicadas desde 1992 por la editorial Adelphi, bajo la dirección de su hija, Idolina Landolfi. En 1996 se creó el Centro de Estudios Landolfianos, que edita la revista Diario perpetuo.

### Cuentos
- Diálogo dei massimi sistemi (1937).
- II mar delle blatte e altre storie (1939).
- La spada (1942).
- Il principe infelice(1943).
- Las solteronas (Le due zittelle, 1945).
- Reina de cáncer (Cancroregina, 1950).
- Ombre (1954).
- La raganella d'oro (1954).
- Ottavio di Saint-Vincent (1958).
- In società (1962).
- Tre racconti (1964).
- Racconti impossibili (1966).
- Colloqui, cuento para niños, incluido en Sei racconti (1967).
- Le labrene (1974).
- Acaso (A caso, 1975).

### Novelas
- La piedra lunar: Escenas de la vida provinciana (La pietra lunare. Scene della vita di provincia, 1939).
- Relato de otoño (Racconto d'autunno, 1947).
- Un amor de nuestro tiempo (Un amore del nostro tempo, 1965).

### Diarios
- La biere du pecheur (1953).
- Rien va (1963).
- Des mois (1967).

### Poesía
- Landolfo VI di Benevento (poema dramático en seis actos, 1959).
- Breve canzoniere (diálogos y poemas, 1971).
- Viola di morte (1972).
- Il tradimento (1977).

### Otros
- Mezzacoda (1958).
- Se non la realtà (artículos periodísticos, 1960).
- Scene dalla vita di Cagliostro (guion televisivo, 1963).
- Un paniere di chiocciole (artículos periodísticos, 1968).
- Filastrocche, incluido en Le nuove filastrocche (1968).
- Faust '67 (teatro, 1969).
- Gogol a Roma (ensayo, 1971).
- Del meno (1978).

## Traducciones al español
Una antología de la obra de Landolfi en traducción española puede encontrarse en: Tommaso Landolfi, Invenciones. Selección y prólogo de Italo Calvino. Traducción de Ángel Sánchez-Gijón. Madrid: Siruela, 1991. ISBN 84-7844-084-4.
- Cancroregina, Buenos Aires, Adriana Hidalgo Editora, 2013, Traducción: Flavia Costa y Rodrigo Molina-Zavalía. ISBN 978-84-15851-02-8.